# Trachyodynerus dancaliensis
Trachyodynerus dancaliensis är en stekelart som beskrevs av Giordani Soika 1989. Trachyodynerus dancaliensis ingår i släktet Trachyodynerus och familjen Eumenidae. Inga underarter finns listade i Catalogue of Life.